# Короткевич Денис Олександрович
Денис Александрович Короткевич (народився 23 лютого 1990 у м. Вітебську, СРСР) — білоруський хокеїст, захисник. 
Виступав за ХК «Вітебськ-2», ХК «Вітебськ», «Шахтар» (Солігорськ), «Шинник» (Бобруйськ), ХК «Брест».